# Potion Permit
Potion Permit – gra komputerowa stworzona przez studio MassHive Media, wydana przez PQube w 2022 roku. 

## Fabuła
Gracz wciela się w postać alchemika, który przeprowadza się do miasteczka Moonbury. W nowym miejscu musi zająć się nie tylko leczeniem pacjentów, lecz także naprawianiem błędów swojego poprzednika.

## Rozgrywka
Gra łączy w sobie elementy gry fabularnej oraz symulacyjnej, a rozgrywka odbywa się w otwartym świecie. Zadaniem gracza jest przede wszystkim tworzenie uzdrawiających eliksirów i zbieranie składników potrzebnych do ich przygotowania. Bardzo istotnym aspektem rozgrywki jest rozwijanie relacji z postaciami niezależnymi. Kolejne aktywności, np. łowienie ryb lub gotowanie, odblokowują się wraz z postępem gry.

## Odbiór
Według portalu Metacritic Potion Permit otrzymało mieszane recenzje, zarówno od krytyków, jak i graczy. Gra jest szczególnie chwalona za swoją stronę wizualną, a za jej największą wadę recenzenci uznają niski poziom trudności.